# Primera guerra anglo-birmana
La primera guerra anglo-birmana (en birmano: pətʰəma̰ ɪ́ɴɡəleiʔ mjəmà sɪʔ ; 5 de marzo de 1824 – 24 de febrero de 1826) fue la primera de tres guerras libradas entre el Imperio británico y el birmano en el siglo XIX. La guerra que comenzó sobre todo por el control de noreste de la India terminó en una decisiva victoria británica, que dio el control total a los británicos sobre Assam, Manipur, Cachar y Jaintia, así como Arakan y Tenasserim. Los británicos obligaron a los birmanos a pagar una indemnización de un millón de libras esterlinas, y a suscribir un tratado comercial.
Esta guerra fue la más larga y más cara en la historia de la India Británica. En ella murieron quince mil miembros del ejército británico murieron y un número desconocido de soldados del ejército birmano y civiles. La campaña costó entre cinco y trece millones de libras esterlinas (alrededor de 18,5 mil a 48 mil millones en dólares americanos en 2006) lo que originaría una severa crisis económica en la India británica en 1833.
Para los birmanos, fue el principio del fin de su independencia. El tercer imperio birmano, que fue el terror de la India británica durante un breve periodo, quedó cercenado y dejó de ser una amenaza para la frontera oriental del Raj británico. Los birmanos sufrirían durante los años siguientes para proceder a la devolución de la indemnización de un millón de libras, una suma enorme incluso para la Europa de la época. Los británicos disputarían dos guerras más contra una Birmania debilitada, y terminarían anexionándose todo el país en 1885.

## Causas
Durante el final del siglo XVIII y principios del XIX, los birmanos habían practicado una política expansionista contra sus vecinos que, finalmente, los puso en conflicto con los británicos de la India.
El reino de Birmania invadió y conquistó el reino de Arakán en 1784, lo que llevó las fronteras de Birmania hasta los límites de la India Británica. En 1822 las conquistas birmanas de Manipur y Assam extendieron la frontera entre la India británica y el reino de Ava. Los británicos, con base en Calcuta, tenían sus propios planes para la región, y apoyaron activamente rebeliones en Manipur, Assam y Arakán. Calcuta declaró unilateralmente Cachar y Jaintia protectorados británicos, y se enviaron tropas. La incursión transfronteriza hacia estos nuevos territorios británicos irritó a los birmanos. Convencido de que la guerra era inevitable el comandante en jefe Bandula se convirtió en el principal partidario de una ofensiva política contra los británicos. Bandula formaba parte del grupo partidario de la guerra de la corte del rey Bagyidaw, que también incluía a la reina Me Nu y su hermano, el señor de Salin. Bandula creía que una victoria decisiva permitiría al reino de Ava consolidar lo ganado en su nuevo imperio occidental en Arakán, Manipur, Assam, Cachar y Jaintia, además de tomar el este de Bengala.

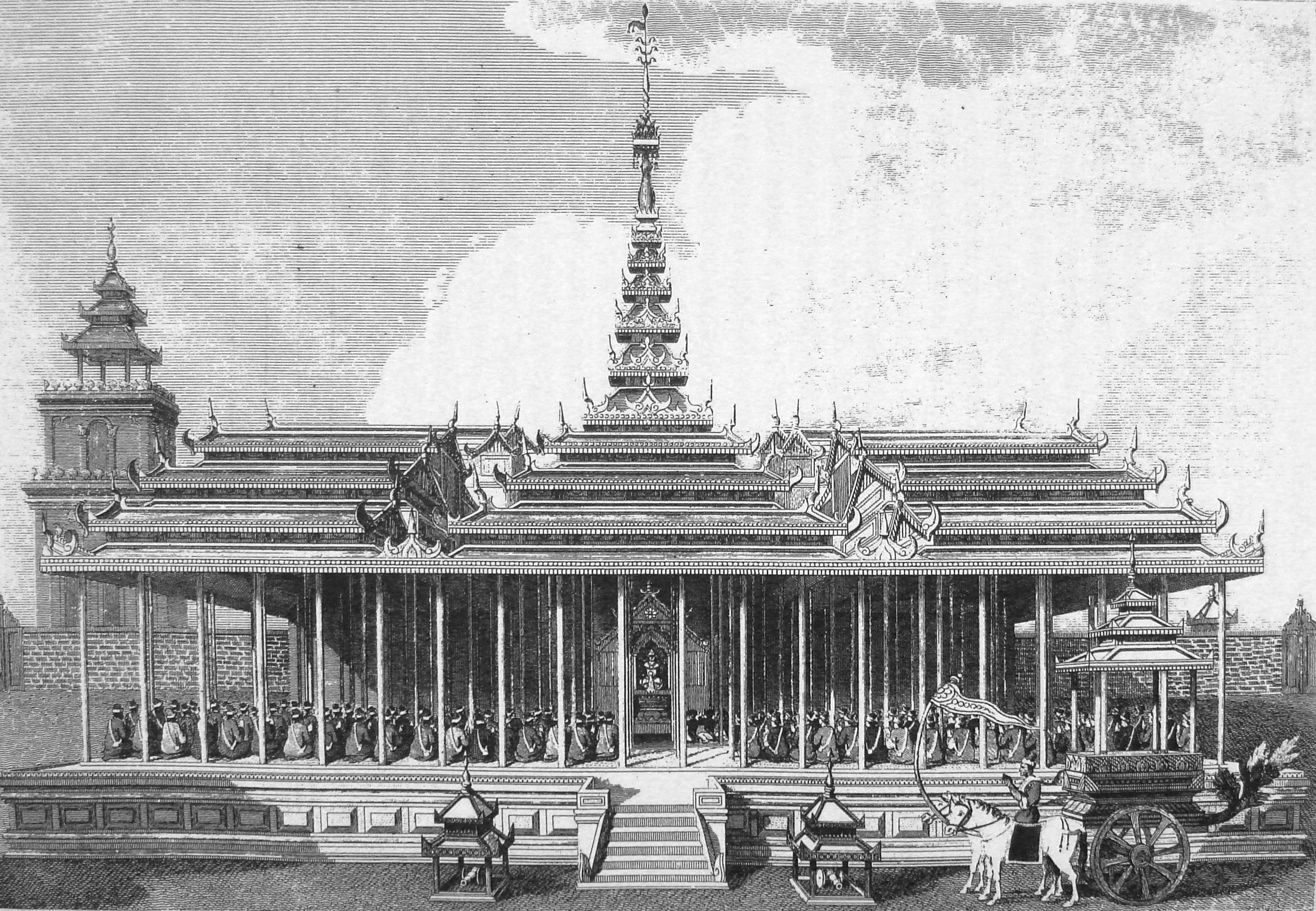
Embajada de Michael Symes para con el rey Bodawpaya en Amarapura, en 1795.

En enero de 1824, Birmania envió a uno de sus mejores militares Thado Thiri Maha Uzana a Cachar y Jaintia a perseguir a los rebeldes. Los británicos enviaron a sus tropas a encontrarse con los birmanos en Cachar, por lo que se produjo el primer choque entre ambos. La guerra se declaró formalmente el 5 de marzo de 1824, tras los choques fronterizos en Arakán.
Los británicos tenían razones adicionales para la guerra: la expansión de la esfera de influencia de la Bengala británica y el deseo de nuevos mercados para sus manufacturas. Los británicos además estaban ansiosos por impedir que los franceses usaran los puertos birmanos y estaban preocupados por la influencia francesa en la corte de Ava.

## La guerra

### Escenario occidental

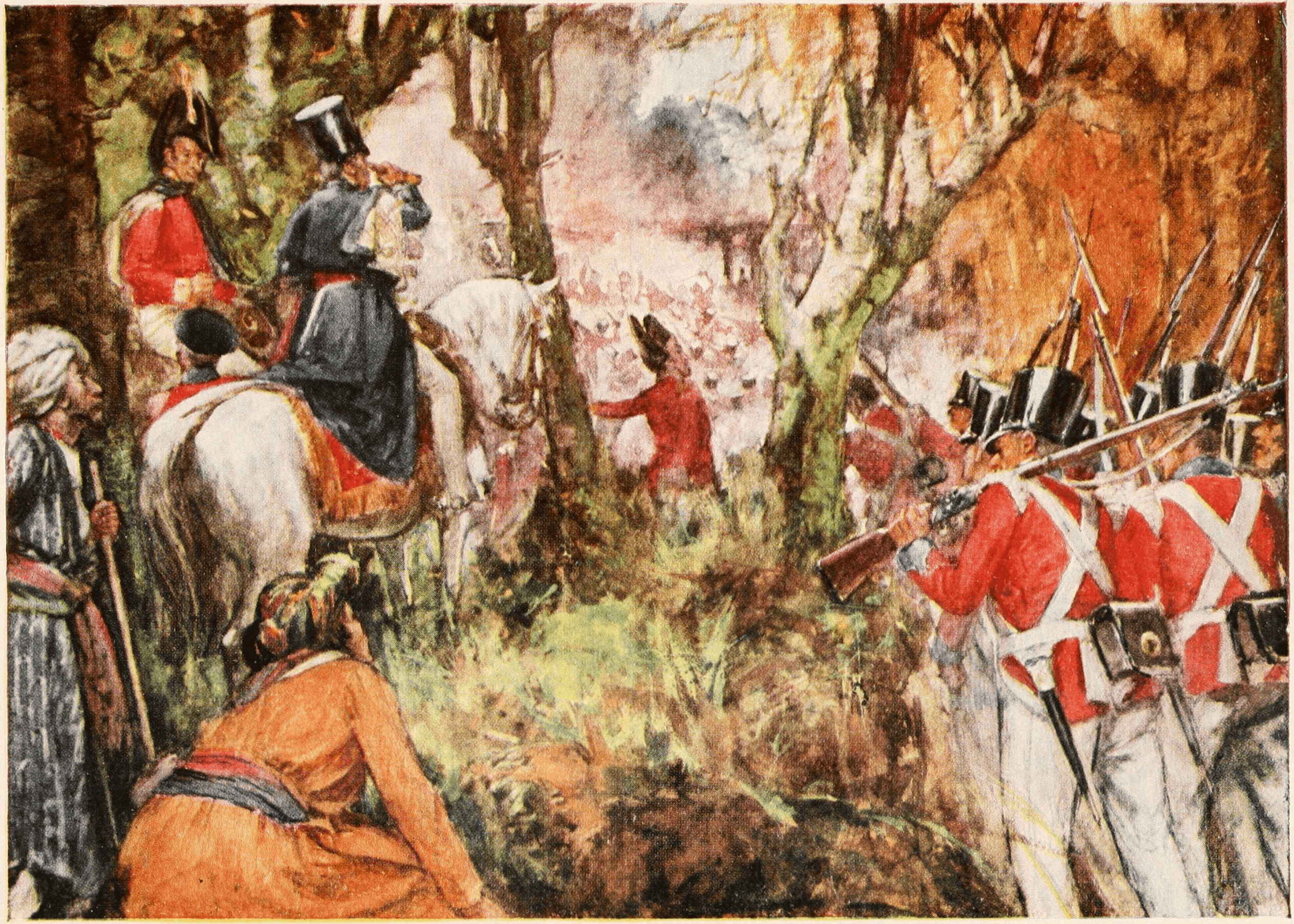
Representación de las tropas británicas atravesando la jungla.

El comandante en jefe del ejército de Birmania, Maha Bandula estaba al frente de doce de las mejores divisiones del país, incluida una dirigida personalmente por él, en total 10 000 hombres y 500 caballos. Su cuadro de mandos incluía a algunos de los soldados más condecorados del país como el señor de Salay y los gobernadores de Danyawaddy, Wuntho y Taungoo. El plan de Bandula era atacar a los británicos en dos frentes: Chittagong desde Arakán en el sureste, y Sylhet desde Cachar y Jaintia en el norte. Bandula dirigió personalmente el escenario de Arakán mientras que Uzana estuvo al mando en las operaciones de Cachar y Jaintia.
Al principio de la guerra las curtidas en batalla tropas birmanas consiguieron hacer retroceder a los británicos, ya que estas llevaban casi una década luchando en las junglas de Manipur y Assam, estaban más familiarizadas con el terreno que representaba «un formidable obstáculo para la marcha de las fuerzas europeas». En enero de 1824 Uzana ya había derrotado a las unidades británicas en Cachar y Jaintia. En mayo las fuerzas birmanas comandadas por U Sa (unos 4.000 soldados) se adentraron en Bengala y derrotaron a las tropas británicas en la 'Batalla de Ramu', 16 km al este de Cox's Bazar el 17 de mayo de 1824. Entonces la columna de Sa se unió a la columna de Bandula en una marcha para derrotar a los ingleses en Gadawpalin, y terminar tomando Cox's Bazar. El éxito birmano causó el pánico en Chittagong y Calcuta. En todo el este de Bengala los habitantes europeos formaron milicias. Y una gran parte de las tripulaciones de los barcos de la Compañía Británica de las Indias Orientales desembarcaron para ayudar en la defensa de Calcuta.
Bandula no quiso abarcar demasiado y paró el avance de U Sa hacia Chittagong, sin saber que su defensa era escasa y que la podría haber tomado fácilmente, despejando así su camino hacia Calcuta. La disparidad de fuerzan no hubiera permitido a Birmania ganar la guerra en cualquier caso, pero si hubiera conseguido amenazar Calcuta, podría haber obtenido términos más favorables en las negociaciones de paz posteriores.

### En Birmania

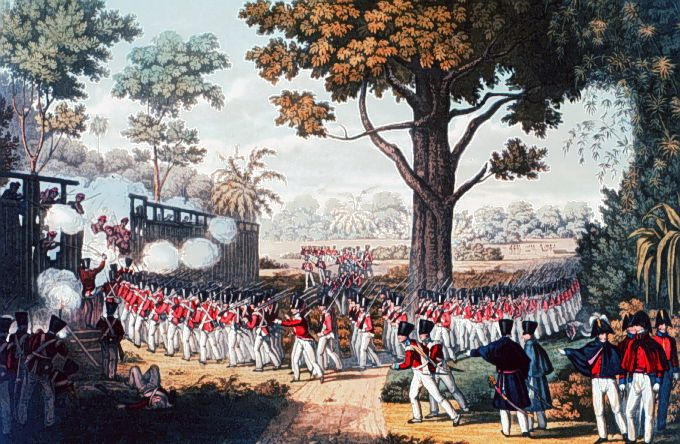
Asalto de la empalizada inferior en Kemmendine, cerca de Rangún, en 1824.

#### Batalla de Rangún (mayo–diciembre 1824)
En lugar de luchar en territorio inhóspito, los gobernantes británicos en la India decidieron llevar la guerra al corazón del territorio enemigo. El 11 de mayo de 1824 desembarcó en Rangún una fuerza de más de 10 000 hombres (5.000 soldados británicos y más de 5.000 cipayos indios) cogiendo a los birmanos por sorpresa. Los birmanos siguiendo una política de tierra quemada, dejaron vacía la ciudad, y se hicieron fuertes en posiciones fortificadas a unos 16 km al suroeste de la ciudad. Las tropas británicas al mando del general Archibald Campbell tomaron posiciones en el interior del recinto fortificado de Shwedagon. Los británicos lanzaron ataques a las líneas birmanas y en julio de 1824, consiguieron empujarlos hacia Kamayut, a ocho kilómetros de Shwedagon. Los intentos birmanos de retomar Shwedagon en septiembre fracasaron.
El rey Bagyidaw ordenó una retirada casi completa del frente occidental y las tropas de Bandula de Arakán y Bengala, y las de Uzana de Assam, Cachar y Jaintia volvieron para encontrarse con el enemigo en Rangún. En agosto, en medio de la estación de los monzones, Bandula y su ejército cruzaron las montañas de Arakán. Incluso con buen tiempo desplazar decenas de miles de hombres a través de montañas de 1000 metros de altitud en Arakán o de 3000 en la cordillera asamesa, con densos bosques llenos de tigres y leopardos y senderos estrechos, sería difícil. Hacerlo en medio de un monzón torrencial fue una tarea ardua. Aunque ambos consiguieron hacerlo, Bandula (desde Arakán) y Uzana (desde Assam), demostrando sus dotes en el mando y sus habilidades en logística. Siendo ambos premiados por el rey con el título de Agga Maha Thenapati, el rango militar birmano más alto posible. Además se nombró a Bandula gobernador de Sittaung.
En noviembre Bandula mandó una fuerza de 30000 que se agrupó fuera de Rangún. Bandula creía que podría vencer al ejército británico de 10 000 hombres. Aunque los birmanos los superaban en número todos los británicos estaban bien armados pero solo 15 000 de los 30 000 birmanos tenían mosquetes. Los cañones birmanos disparaban solo bolas de metal, mientras que los cañones británicos disparaban carcasas explosivas. Tampoco sabía que los británicos acababan de recibir la primera remesa de un arma nueva jamás vista por los birmanos, cohetes Congreve. Y para desgracia de los birmanos la rápida travesía por las montañas había dejado a sus tropas exhaustas.
El 30 de noviembre, cometió el mayor error de su carrera militar, ordenando cargar frontalmente contra las posiciones británicas. Los británicos con armamento superior aguantaron varias cargas birmanas en el fuerte de Shwedagon, causando miles de bajas. El 7 de diciembre las tropas británicas apoyadas por los cohetes empezaron a sacar ventaja. El 15 de diciembre los birmanos fueron expulsados de su último baluarte en Kokine. Al final solo 7000 de los 30000 soldados birmanos regresaron.

#### Batatalla de Danubyu (marzo-abril 1825)

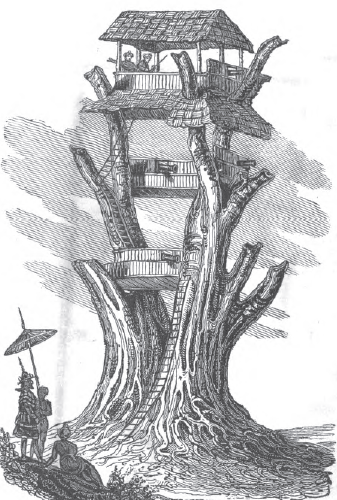
Atalaya de observación de Bandula en Danybyu.

Bandula se retiró a su base de retaguardia en Danubyu, una pequeña ciudad no lejos de Rangún, en el delta del Irawadi. Al haber perdido tantos hombres experimentados en Rangún las fuerzas birmanas contaban ahora con unos 10 000 hombres de diversos grados de formación, entre los que había algunos de los mejores soldados del rey pero también muchos reclutas sin entrenamiento y mal armados. La defensa contaba con una empalizada que se extendía por más de un kilómetro de orilla del río, construida con sólidas vigas de teca de al menos 4 metros de altura.
En marzo de 1825 4000 soldados británicos apoyados por una flotilla de barcos cañoneros atacaron Danubyu. El primer ataque británico fracasó, y Bandula intentó un contraataque con soldados de a pie, caballería y 17 elefantes de combate. Pero los elefantes fueron detenidos por los cohetes y la caballería no pudo hacer frente a la intensa artillería británica.
El 1 de abril los británicos lanzaron el ataque importante, bombardeando la ciudad con sus cañones y con cohetes cualquier parte de las líneas birmanas. Bandula resultó muerto por un impacto artillero. Bandula caminaba alrededor del fuerte para subir la moral de sus hombres, con todas sus insignias y bajo una reluciente sombrilla amarilla, desoyendo los consejos de sus generales de que así se convertía en un objetivo fácil para los cañones enemigos. Tras la muerte de Bandula los birmanos evacuaron Danubyu.

### Campaña de Arakán (febrero–abril 1825)
U Sa fue a ponerse al mando de las tropas birmanas que quedaban en Arakán para sustituir a Bandula y ordenó a los principales batallones que se retiraran de Arakán camino de Bagyidaw para enfrentarse a la invasión británica de Rangún en agosto de 1824. Sa se mantuvo en Arakán durante 1824, mientras que el foco de la guerra se desarrollaba en Rangún. Después de que el general Archibald Campbell derrotara finalmente al general Bandula la batalla de Rangún en diciembre de 1824, dirigieron su mirada a Arakán. El 1 de febrero de 1825 se atacaron las posiciones birmanas en Arakán con un ejército de invasión de 11 000 soldados apoyados con una flotilla de barcos cañoneros y cruceros armados y un escuadrón de caballería bajo el mando del general Morrison. A pesar de su superioridad numérica y armamentística las tropas británicas tuvieron que luchar hasta la extenuación durante casi dos meses antes de llegar a la guarnición principal birmana en Mrauk U, la capital de Arakan. El 29 de marzo de 1825 los británicos lanzaron su ataque sobre Mrauk-U (al mismo tiempo que Campbell lanzaba su ataque sobre las posiciones de Bandula en la batalla de Danubyu). Tras unos días de lucha las tropas birmanas de Mrauk-U fueron derrotadas el 1 de abril, coincidiendo con la caída de Maha Bandula en Danubyu. Sa y el resto de las tropas birmanas evacuadas dejaron Arakán. Los británicos entonces procedieron a ocupar el resto de Arakán.

### Armisticio
El 17 de septiembre se pactó un armisticio de un mes. A lo largo del verano el general Joseph Wanton Morrison había conquistado la provincia de Arakán, al norte, los birmanos fueron explulsados de Assam, y los británicos habían hecho algunos progresos en Cachar, aunque la jungla y las densas selvas finalmente obstruyeron su avance.
Se iniciaron negociaciones de paz en septiembre que se rompieron a principios de octubre cuando los birmanos rechazaron los términos que imponían los británicos. Los británicos exigían la completa disgregación de los territorios birmanos occidentales de Arakán, Assam, Manipur y la costa de Tenasserim además de dos millones de libras esterlinas en concepto de indemnización. Los birmanos no aceptaron retirarse de Arakán y pagar una suma tan elevada.

### Batalla de Prome (noviembre-diciembre 1825)
En noviembre de 1825 los birmanos decidieron poner toda la carne en el asador en un último esfuerzo. A mediados de noviembre las tropas birmanas, compuestas principalmente por principalmente por regimientos de shans encabezados por sus saophas, amenazaron Prome con un osado movimiento circular que casi rodea la ciudad y cortó las líneas de comunicación con Rangún. Al final el poder artillero superior de los británicos se impuso. El 1 de diciembre el general Campbell, con 2500 soldados europeos y 1500 cipayos indios, apoyado con una flotilla de bombarderos atacó las principales posiciones birmanas en el exterior de Prome. El 2 de diciembre Maha Ne Myo resultó muerto por un proyectil lanzado desde la flotilla. Tras la muerte de Maha Ne Myo dispersaron a los birmanos para el 5 de diciembre.
La derrota de Prome dejó al ejército birmano desorganizado. Desde entonces las tropas birmanas se retiraron constantemente. En febrero de 1826 se obligó a Birmania a aceptar los términos británicos para acabar con la guerra. El 26 de diciembre enviaron una bandera de tregua al campamento británico. Se iniciaron negociaciones y se propuso la paz mediante el tratado de Yandabo.

## Tratado de Yandabo
Al finalizar la guerra, los británicos exigieron a los birmanos aceptar las siguientes condiciones:
1. La cesión a los británicos de Assam, Manipur, Rakhine (Arakan) y la costa de Taninthayi (Tenasserim) al sur del Río Salween;
2. El cese de todas las interferencias en Cachar y Jaintia;
3. El pago de una indemnización de un millón de libras esterlinas en cuatro cuotas;
4. Admitir el intercambio de representantes diplomáticos entre Ava y Calcuta,
5. La firma de un tratado comercial en su debido tiempo.

El primer pago de la indemnización se hizo inmediatamente, la segunda cuota se abonaría en 100 días desde la firma del tratado, y el resto en dos años. Hasta que se realizara el segundo pago los británicos no dejarían Rangún.
El tratado de Yandabo fue firmado por el general Campbell por parte británica y por el gobernador de Legaing Maha Min Hla Kyaw Htin por parte birmana el 24 de febrero de 1826. Los birmanos pagaron las 250 000 libras esterlinas de la primera cuota de la indemnización en lingotes de oro y plata, y liberaron a los prisioneros de guerra británicos. Así la guerra llegó a su fin y el ejército británico se trasladó al sur. El ejército británico permaneció en los territorios cedidos según el tratado y en territorios como Rangún que fue ocupado durante varios años para garantizar los términos financieros del tratado.

## Consecuencias

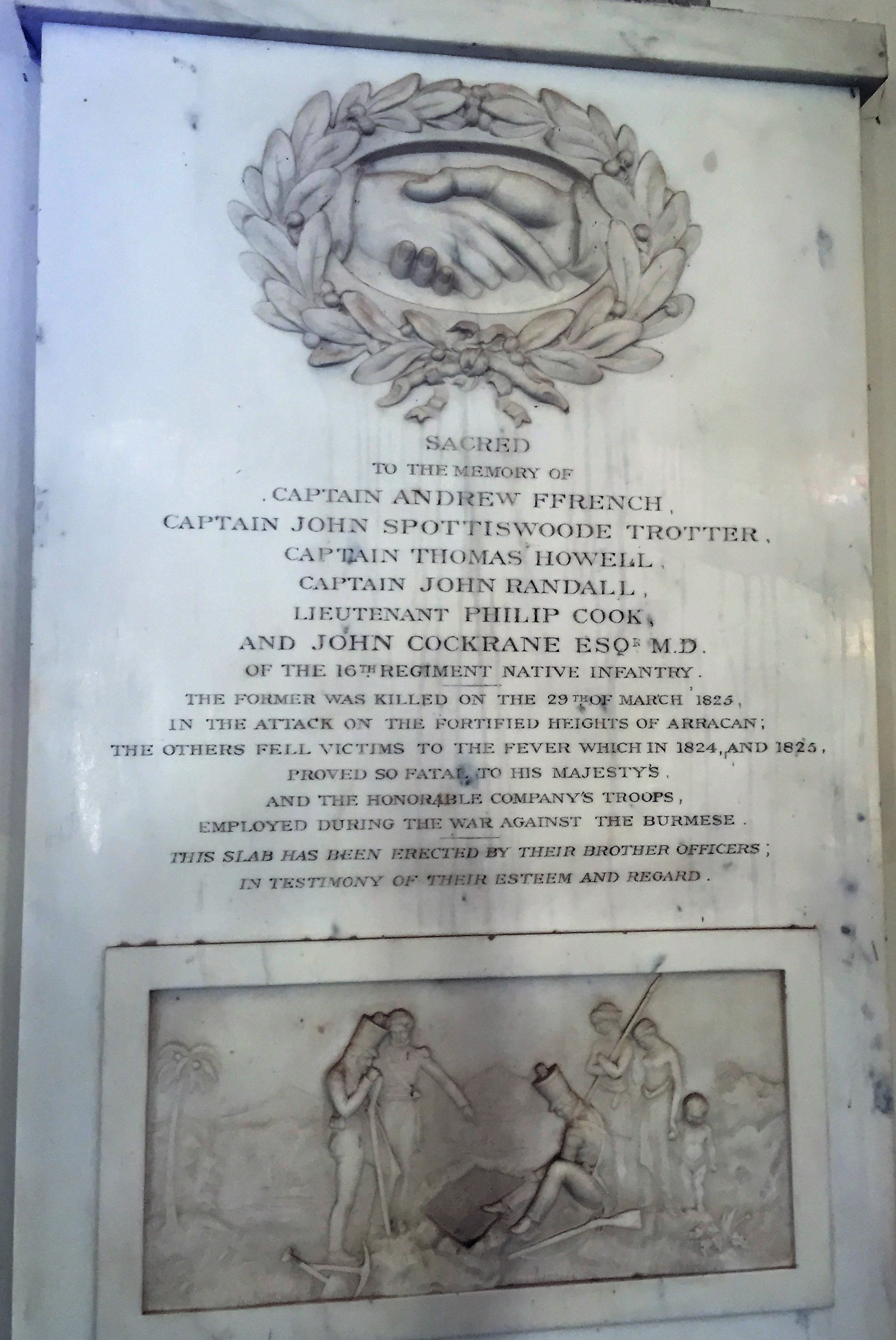
First Burma War Memorial at the St. George's Cathedral, Madras

El tratado impuso una carga financiera severa al reino birmano, y efectivamente lo dejó al borde de la asfixia financiera. Los términos que los británicos impusieron en la negociación venían muy influidos por el alto coste en vidas y dinero que había implicado la guerra. Unos 40 000 soldados británicos e indios habían participado en ella de los cuales 15 000 habían muerto. El coste para las finanzas de la India británica la habían llevado al borde de la ruina, sumando aproximadamente 13 millones de libras esterlinas. Los costes de guerra contribuyeron a sumir a la India en una grave crisis económica, que en 1833 había llevado a la bancarrota a las sociedades mercantiles de Bengala y costó a la Compañía Británica de las Indias Orientales los privilegios que le quedaban, como el monopolio del comercio con China.
Para los birmanos el tratado fue una humillación total y carga económica a largo plazo. Una generación entera de hombres había sido aniquilada en combate. El mundo que conocían, de conquistas y orgullo marcial construido sobre los impresionantes éxitos militares de los 75 años anteriores, se desvaneció. La corte de Ava no pudo llegar a un acuerdo con la pérdida de territorios, e intentó infructuosamente recuperarlos. El residente británico impuesto en Ava era un recordatorio diario de la humillante derrota.
Más importante fue la carga que supuso la indemnización que dejaría el tesoro real en bancarrota durante años. La indemnización de un millón de libras se consideraría una suma colosal incluso para la Europa de la época, y resultaba aterradora cuando se traducía al equivalente en kyats birmanos: 10 millones. Para poder cuantificar hay que saber que el coste medio de vida de un aldeano de la Alta Birmania en 1826 era de un kyat al mes.
El tratado consiguió su objetivo: dejar a Birmania impotente. De hecho, los británicos disputarían dos guerras más fáciles contra una Birmania cada vez más débil, en 1852 y 1885, y terminó por absorber completamente el país en 1885.

## En la ficción
- On the Irrawaddy River de G. A. Henty es un relato ficticio de la primera guerra birmana.
- Los primeros capítulos de la novela The Sabre's Edge de Allan Mallinson se emplazan en la primera guerra de Birmania.